# Норьега, Луис Мигель
Лу́ис Миге́ль Норье́га Оро́ско (исп. Luis Miguel Noriega Orozco; родился 17 апреля 1985 года в Тепоцотлане, Мексика) — мексиканский футболист, полузащитник клуба «Веракрус» и сборной Мексики.

## Клубная карьера
Норьега — воспитанник клуба «Лобос БУАП». В возрасте 19 лет он был включен в заявку команды, выступающей во втором дивизионе чемпионата Мексики. В сезоне 2004/05 года он провёл 22 матча. Летом 2005 года, перешёл в «Пуэблу». Быстро завоевав место в основе, он становится одним из ключевых футболистов клуба. В сезоне 2006/07 команда выходит в высший дивизион. 5 августа 2007 года в матче против «Америки», Луис Мигель дебютирует в мексиканской Примере. 19 августа в поединке против «Некаксы», он забил свой первый гол за клуб.
Летом 2010 года Норьега перешёл в «Монаркас Морелия». Сумма трансфера составила 2 200 000 евро. 25 июля в матче против «Атласа», Луис Миегель дебютировал в новом клубе. В этом же матче он был удален с поля за две желтые карточки. Норьега не всегда выходил в основном составе, часто оставаясь в запасе. В январе 2012 года полузащитник перешёл в «Ягуарес» на правах аренды. 29 января 2012 года во встрече против своего бывшего клуба, «Пуэблы», дебютировал в составе «ягуаров». За «Чьяпас» Луис Мигель провёл 19 матчей.
В начале 2013 года Норьега вернулся в «Пуэблу». Летом 2015 года Луис перешёл в «Керетаро». 9 августа в матче против «Дорадос де Синалоа» он дебютировал за новый клуб. 28 февраля 2016 года в поединке против своей бывшей команды «Монаркас Морелия» Норьега забил свой первый гол за «Керетаро». В том же году он помог клубу завоевать Кубок Мексики.

## Международная карьера
24 июня 2009 года в товарищеском матче против сборной Венесуэлы Норьега дебютировал в сборной Мексики. В том же году он в составе национальной команды принял участие в Золотом Кубке КОНКАКАФ. На турнире Луис Мигель сыграл в поединке против Панамы, а также забил один гол в ворота сборной Никарагуа. Сборная Мексики выиграла турнир. Также Норьга принимал участие в матчах квалификационного раунда Чемпионата Мира 2010, но в конечную заявку на турнир не попал.

### Голы за сборную Мексики
| #   | Дата        | Место                        | Противник | Счёт | Результат | Соревнование                |
| --- | ----------- | ---------------------------- | --------- | ---- | --------- | --------------------------- |
| 01. | 5 июля 2009 | Каунти Колизеум, Окленд, США | Никарагуа | 1:0  | 2:0       | Золотой кубок КОНКАКАФ 2009 |

## Достижения
Командные
 «Монаркас Морелия»
- Победитель Североамериканской суперлиги — 2010

 «Керетаро»
- Обладатель Кубка Мексики — Апертура 2016

Международные
 Мексика
- Золотой кубок КОНКАКАФ — 2009